# Erik Styf
Erik Styf (ur. 4 grudnia 1932 w Sundsvall, zm. 1 kwietnia 2001 w Katrineholm) – szwedzki skoczek narciarski, olimpijczyk z Cortina d’Ampezzo. Reprezentował klub Ljusdals IF.
Styf pierwszy raz na arenie międzynarodowej pojawił się na Mistrzostwach Świata w Narciarstwie Klasycznym 1954, które odbywały się w Falun. Zdobył tam piąte miejsce.

## Igrzyska olimpijskie
| Miejsce | Dzień    | Rok  | Miejscowość       | Punkt K | Konkurs  | Skok 1 | Skok 2 | Nota  | Zwycięzca       |
| ------- | -------- | ---- | ----------------- | ------- | -------- | ------ | ------ | ----- | --------------- |
| 44.     | 5 lutego | 1956 | Cortina d’Ampezzo | K-80    | indywid. | 76 m   | 75 m   | 169,0 | Antti Hyvärinen |

## Mistrzostwa świata
| Miejsce | Dzień     | Rok  | Miejscowość | Punkt K | Konkurs  | Skok 1 | Skok 2 | Nota  | Zwycięzca         |
| ------- | --------- | ---- | ----------- | ------- | -------- | ------ | ------ | ----- | ----------------- |
| 5.      | 15 lutego | 1954 | Falun       | K-80    | indywid. | 76 m   | 75 m   | 218,0 | Matti Pietikäinen |
| 31.     | 9 marca   | 1958 | Lahti       | K-70    | indywid. | 58,0   | 58,5   | 187,5 | Juhani Kärkinen   |

## Inne turnieje
Erik Styf wystartował w 6. Turnieju Czterech Skoczni w roku 1957/1958. Zajął 12. miejsce w Oberstdorfie, a później kolejno 13., 14. oraz 15. w pozostałych konkursach. Ostatecznie został sklasyfikowany na 10. miejscu w turnieju.
Erik wystartował również w Turnieju Szwajcarskim w roku 1957 i zajął piąte miejsce w klasyfikacji generalnej